# Seleção de candidato vice-presidencial do Partido Democrata em 2020
Este artigo lista os candidatos à indicação do Partido Democrata para concorrer ao cargo de Vice-presidente dos Estados Unidos nas eleições presidenciais de 2020. Joe Biden, Vice-presidente durante a Administração Obama e o então candidato Democrata à Presidente dos Estados Unidos em 2020, considerou vários membros proeminentes de seu partido e acabou por selecionar Kamala Harris, então Senadora pela Califórnia, como sua companheira de chapa em 11 de agosto daquele ano. Em 19 de agosto do mesmo ano, Harris recebeu a indicação oficial à candidatura à Vice-presidência durante a Convenção Nacional Democrata. A chapa "Biden-Harris" eventualmente venceu a eleições presidenciais de 2020, derrotando a chapa Republicana "Trump-Pence".
Em março de 2020, Biden prometeu selecionar uma mulher como sua companheira de chapa, o que marcou a terceira vez que a candidata à vice-presidência de um grande partido nos Estados Unidos foi uma mulher, depois de Geraldine Ferraro em 1984 e Sarah Palin em 2008.
Harris foi empossada Vice-presidente de seu país juntamente com Joe Biden em 20 de janeiro de 2021, sendo a primeira mulher na história dos Estados Unidos a ocupar o cargo e também a primeira Vice-presidente de ascendência asiático-americana e afro-americana.

## Processo de seleção

### Candidatos finalistas
| Candidato | Candidato        | Estado               | Cargo recente                     | Mandato              | Mandato               | Ref.              |
| --------- | ---------------- | -------------------- | --------------------------------- | -------------------- | --------------------- | ----------------- |
|           | Kamala Harris    | Califórnia           | Senadora pela Califórnia          | 3 de janeiro de 2017 | 18 de janeiro de 2021 | [ 1 ] [ 2 ] [ 3 ] |
|           | Susan Rice       | Distrito de Colúmbia | Conselheira de Segurança Nacional | 1 de julho de 2013   | 20 de janeiro de 2017 | [ 1 ] [ 4 ]       |
|           | Elizabeth Warren | Oklahoma             | Senadora por Massachusetts        | 3 de janeiro de 2013 | Incumbente            | [ 1 ]             |
|           | Gretchen Whitmer | Michigan             | Governadora do Michigan           | 1 de janeiro de 2019 | Incumbente            | [ 1 ]             |

### Candidatos pré-selecionados
Em maio de 2020, a imprensa divulgou que a campanha de Biden havia iniciado o processo de verificação de possíveis companheiros de chapa. Os seguintes nomes foram submetidos à verificação da campanha de Biden. No entanto, após os protestos contra a morte de George Floyd, Amy Klobuchar foi criticada por não se posicionar publicamente sobre o caso durante seu mandato como promotora de justiça do Condado de Hennepin. Em 18 de junho, Klobuchar retirou seu nome da seleção do partido e pediu formalmente a Biden que selecionasse uma "mulher de cor" como companheira de chapa.
Em 12 de junho, a Associated Press informou que Keisha Lance Bottoms, Val Demings, Kamala Harris, Michelle Lujan Grisham, Susan Rice e Elizabeth Warren haviam avançado no processo de seleção, com a possibilidade de que alguns outros candidatos examinados também o tivessem. Em 26 de junho, a CNN informou que Bottoms, Demings, Harris e Warren eram os principais candidatos à indicação naquele momento.
Em 29 de julho, apenas uma semana antes do anúncio inicialmente planejado de Biden, o jornal The Hill relatou que Karen Bass, Harris, Rice e Warren surgiram como o "nível superior" de candidatos. Em 2 de agosto, a CNN informou que Tammy Duckworth e Gretchen Whitmer também estavam sendo consideradas. Em 10 de agosto, o The New York Times informou que o comitê vice-presidencial de Biden havia encerrado o processo de entrevistas dos possíveis candidatos e que um anúncio oficial era "iminente".
Além dos quatro finalistas, os seguintes indivíduos estavam na lista de finalistas de Biden:
| Candidato | Candidato              | Estado        | Cargo recente               | Mandato              | Mandato               | Ref.  |
| --------- | ---------------------- | ------------- | --------------------------- | -------------------- | --------------------- | ----- |
|           | Tammy Baldwin          | Wisconsin     | Senadora pelo Wisconsin     | 3 de janeiro de 2013 | Incumbente            | [ 1 ] |
|           | Karen Bass             | Califórnia    | Representante da Califórnia | 3 de janeiro de 2011 | 9 de dezembro de 2022 | [ 5 ] |
|           | Keisha Lance Bottoms   | Geórgia       | Prefeita de Atlanta         | 2 de janeiro de 2018 | 3 de janeiro de 2022  | [ 6 ] |
|           | Val Demings            | Flórida       | Representante da Flórida    | 3 de janeiro de 2017 | 3 de janeiro de 2023  | [ 1 ] |
|           | Tammy Duckworth        | Illinois      | Senadora pelo Illinois      | 3 de janeiro de 2017 | Incumbente            | [ 1 ] |
|           | Maggie Hassan          | Massachusetts | Senadora por Nova Hampshire | 3 de janeiro de 2017 | Incumbente            | [ 7 ] |
|           | Amy Klobuchar          | Minnesota     | Senadora por Minnesota      | 3 de janeiro de 2007 | Incumbente            | [ 1 ] |
|           | Michelle Lujan Grisham | Novo México   | Governadora do Novo México  | 1 de janeiro de 2019 | Incumbente            | [ 1 ] |
|           | Gina Raimondo          | Rhode Island  | Governadora de Rhode Island | 6 de janeiro de 2015 | 2 de março de 2021    | [ 1 ] |